# Liste portugiesisch-tunesischer Städte- und Gemeindepartnerschaften
Diese Liste portugiesisch-tunesischer Städte- und Gemeindepartnerschaften führt die Städte- und Gemeindefreundschaften zwischen den Ländern Portugal und Tunesien auf.
Seit 1993 wurden fünf Partnerschaften zwischen portugiesischen und tunesischen Kommunen eingegangen (Stand 2010). Sie entstanden meist unter Bezugnahme auf die gemeinsamen historischen Verbindungen, als beide Länder jahrhundertelang Teil des Arabischen Reichs waren.

## Liste der Städtepartnerschaften und -freundschaften
| Portugiesischer Ort | Tunesischer Ort | Seit | Anmerkung            |
| ------------------- | --------------- | ---- | -------------------- |
| Aveiro              | Mahdia          | 1998 | Kooperationsabkommen |
| Beja                | Beja            | 1993 |                      |
| Lissabon            | Tunis           | 1993 | Kooperationsabkommen |
| Moura               | Medjez el-Bab   | 1995 |                      |
| Serpa               | Testour         | 1996 |                      |